# National Masturbation Day

Le National Masturbation Day (Journée nationale de la masturbation) ou International Masturbation Day (Journée internationale de la masturbation), est un évènement annuel célébré le 7 mai, dans le but de protéger le droit à la masturbation.

## Origines
Le premier National Masturbation Day s'est tenu le 14 mai 1995, après qu'un revendeur de sex-toys militant du mouvement pro-sexe (Good Vibrations (en)) a choisi cette journée en l'honneur de Joycelyn Elders. Pédiatre et quinzième Surgeon General of the United States, elle avait déclaré, lors d'une conférence des Nations unies sur le sida le 1er décembre 1994, que la masturbation était une pratique saine et sans risque, et suggéré d'inclure son enseignement dans les cursus d'éducation sexuelle des élèves,. Ces déclarations lui ont valu d'être démise de ces fonctions par le président des États-Unis Bill Clinton ; elle a officiellement quitté son poste une semaine plus tard, le 9 décembre 1994,,,.
L'International Masturbation Day s'est depuis développé pour inclure la totalité du mois de mai et devenir l'International Masturbation Month,,,.

## Choix dans la date
Le National Masturbation Day n'étant pas une journée internationale du calendrier des Nations unies, la date est sujette à variation au fil des ans.
Le premier National Masturbation Day a été déclaré le 14 mai 1995. Il a été déplacé au 7 mai les années suivantes,. En 2005, il a eu lieu le 28 mai en tant que climax de l'International Masturbation Month ,. Depuis, les deux dates co-existent selon les événements organisés et les relais dans la presse.
Au Japon, la compagnie de sex-toy Tenga a déclaré le 21 juillet National Masturbation Day en 2015. Parallèlement, la date du Masturbate-a-Thon est également variable selon les pays : 6 août 2006 à Londres, 3-4 mai 2014 à Montréal... Bien que le discours de Joycelyn Elders ait eu lieu le 1er décembre 1994, ce jour n'a jamais été retenu ; une édition « Wankmas » du Masturbate-a-Thon de Montréal s'est néanmoins rapprochée de cette date originelle, le 7 décembre 2013.